# Renata Waldgoni
Renata Waldgoni (Zagreb, 25. travnja 1957. – Zagreb, 26. lipnja 2025.) bila je hrvatska arhitektica.
Studirala je arhitekturu i konzervaciju arhitektonske baštine na Arhitektonskom fakultetu u Zagrebu, a od 1981. radila je kao asistentica profesora Josipa Vanište na Institutu za crtanje i kiparstvo. Od 2010. do 2024. bila je redovita profesorica arhitekture na Sveučilištu u Zagrebu i voditeljica Odjela za crtanje i kiparstvo. Također predavala je na programu krajobrazne arhitekture na Agronomskom fakultetu u Zagrebu i na Akademiji likovnih umjetnosti u Zagrebu (Odsjek za kiparstvo).
Nekoliko zajedničkih arhitektonskih radova izradila je s Andrejom Uchytilom, s kojima je surađivala od 1982. i izložila projekt na Venecijanskom bijenalu arhitekture 1985. To uključuje i cjelokupne dizajne i interijere za stambene i poslovne zgrade, kao i crkve. Primjeri uključuju:
- crkvu sv. Ivana Evanđelista sa župnim centrom, Utrina, Zagreb (1991., dovršeno 2008./09.)[2]
- zgradu filmske produkcijske kuće „Blitz-film & video distribution”, Zagreb (1995.)

Renata Waldgoni i Andrej Uchytil dobili su Veliku nagradu Zagrebačkog salona 2009. za crkvu i pastoralni centar sv. Ivana Apostola i Evanđelista u Novom Zagrebu.
Zajedno s Andrejom Uchytilom, Renata Waldgoni dobila je „Nagradu Viktor Kovačić” Hrvatskog udruženja arhitekata za životno djelo 2022. godine.
Godine 2023. dobila je sveučilišnu nagradu „Ars Summa Universitatis” za svoj nastavni rad u području umjetnosti.